# 六条站
六條站（日语：／ Rokujō eki */?）是位於福井縣福井市天王町的西日本旅客鐵道（JR西日本）越美北線（九頭龍線）鐵路車站。

## 車站構造
九頭龍湖方向右側設單式月台1面1線的地上車站。開業當初已為無人車站、有簡單月台與小候車室。不設自動售票機。

## 歷史
- 1960年12月15日：越美北線勝原站開業時設置。
- 1987年4月1日：國鐵分割民營化成為西日本旅客鐵道車站。
- 2004年：

- 7月18日：豪雨使越美北線全線運行休止。
- 9月11日：越前花堂站 - 一乘谷站間營業再開。

## 使用狀況
根據國土交通省「國土數值情報」，以下為1日平均上下車人次：
| 年度 | 1日平均 乘車人次 | 1日平均 乘車人次 |
| ---- | ---------------- | ---------------- |
| 2011 | 14               |                  |
| 2012 | 15               |                  |
| 2013 | 17               |                  |
| 2014 | 10               |                  |
| 2015 | 10               |                  |
| 2016 | 10               |                  |
| 2017 | 13               |                  |
| 2018 | 14               |                  |
| 2019 | 18               |                  |
| 2020 | 16               |                  |
| 2021 | 12               |                  |
| 2022 | 16               |                  |

## 相鄰車站
西日本旅客鐵道
■九頭龍線（越美北線）
越前花堂－六條－足羽

## 外部連結
- 六条站（JR西日本） （页面存档备份，存于）